# Nagy Iván (építész)
Nagy Iván, (Szeged, 1963. augusztus 2. –) Ybl-díjas magyar építész, az Építész Stúdió munkatársa, a Budapesti Műszaki és Gazdaságtudományi Egyetem Ipari és Mezőgazdasági Épülettervezés Tanszékének oktatója.

## Életpályája
1988-ban szerezte meg diplomáját a Budapesti Műszaki és Gazdaságtudományi Egyetem Építészmérnöki Karán. 1990-1992 között elvégezte a Mesteriskola XI. ciklusát, jelenleg DLA-képzésben vesz részt.
1989-1990 között Helsinkiben, az ARRAK Architects stúdiójában dolgozott. 1991-1993 között szabadúszóként, 1993-tól az Építész Stúdió Kft. munkatársaként dolgozik; 1998-ig vezető tervező, azóta társtulajdonos és felelős vezető tervező.
1996-1997-ben, majd 2001-2005 között a Műegyetem Urbanisztikai Intézetének diploma konzulenseként is dolgozott. 2006 óta a Mesteriskola mestere, 2012 óta pedig tanít a Műegyetem Ipari és Mezőgazdasági Épülettervezés Tanszékén.
Pályája meghatározó szakmai személyiségei közé sorolja Guzsik Tamást, Szentkirályi Zoltánt, Virág Csabát, Hannu Kiiskilät, Matti Rautiolát, Kapitány Józsefet, Cságoly Ferencet, Pálfy Sándort és Arnóth Lajost.

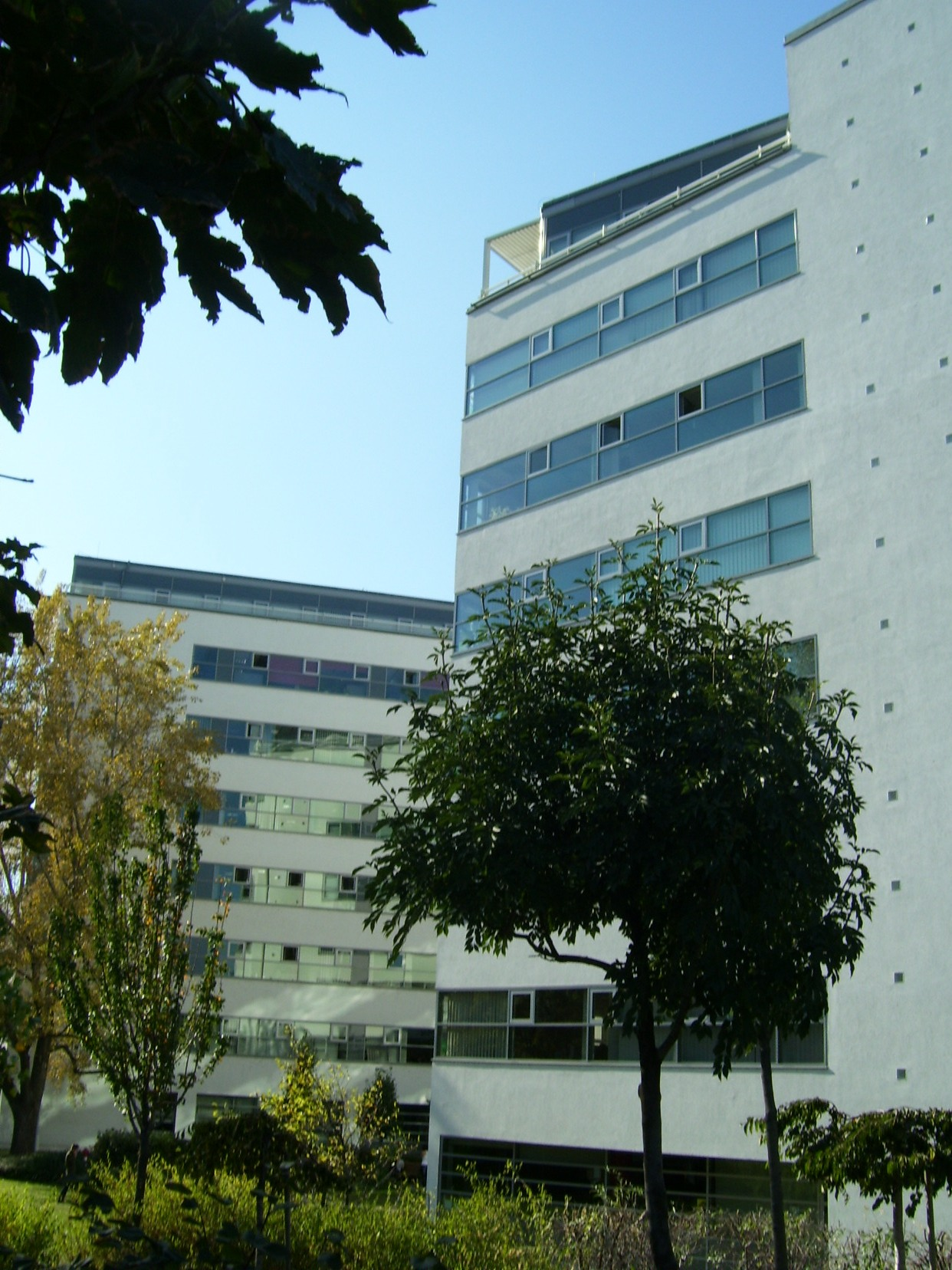
Science Park Irodaház (2003)

Az Építész Stúdió munkatársaként munkáit 1997-től kiállították többek között Berlinben, Piranban, Budapesten a Műszaki Egyetemen, a Millenáris parkban, az N&N Galériában, és a Műcsarnokban.
2008-ban Ybl Miklós-díjjal ismerték el. Az indoklás szerint „eddigi munkássága a Főváros jelentős pontjain megvalósított nagy irodaházak tervezésében csúcsosodik ki, emellett családi házai is kiemelkedő alkotó készségét mutatják. Épületei jól illeszkednek környezetükbe, belső téralakításuk humánus és nagyvonalú; mentes azoktól a sablonoktól, amely a tömeges méretekben épülő irodaházakat általában jellemzi. Az Építész Mesteriskolában kifejtett oktatói tevékenységgel jelentős részt vállal a fiatalok szakmai továbbképzéséből, ami egyben a közösség iránti felelősségtudatát is mutatja.”
Biatorbágyon él.

## Díjak, elismerések
- 1988.	Diplomadíj dicséret
- 2002.	Budapest Építészeti Nívódíj oklevél
- 2002.	Piranesi-díj, jelölés
- 2002.	Mies van der Rohe-díj, jelölés
- 2003.	Pro Architectura-díj
- 2004.	Magyar Ingatlanfejlesztési Nívódíj I. díj
- 2004.	Casalgrande Padana Grand Prix III. díj
- 2006.	Pro Architectura Újbuda díj
- 2007.	Miniszteri Dicsérő Oklevél
- 2008.	Saint Gobain Trófea III. díj
- 2008.	Év Homlokzata (Alaprajz és MÉK különdíj)
- 2008.	Ybl Miklós-díj

## Fontosabb építészeti művei

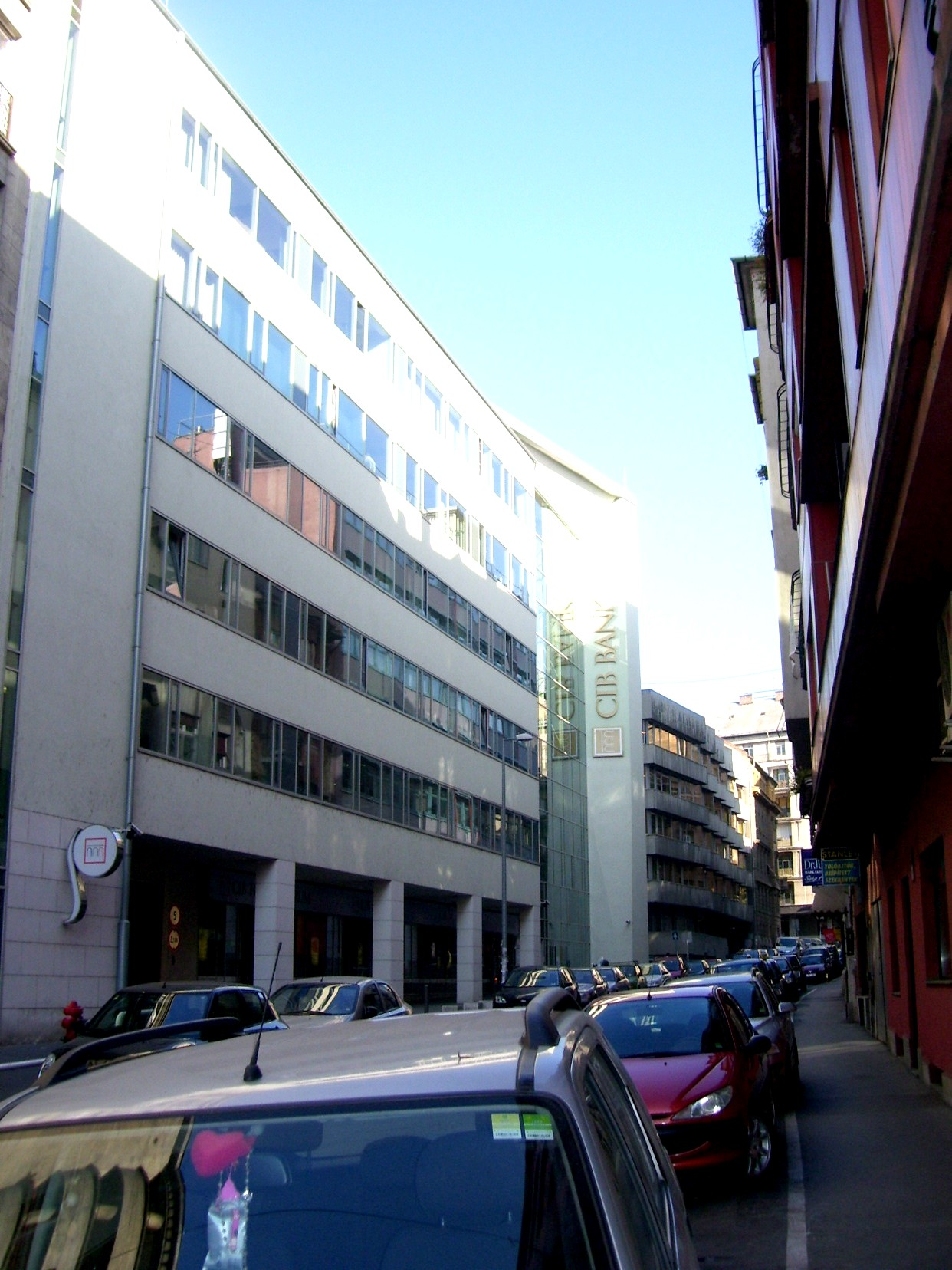
LC irodaház (2006)

- 1990.	Fedett vidámpark, Kerava, Finnország (Hannu Kiiskilä munkatársaként)
- 1995.	Telefonközpont, Budapest IV. Mády L. utca (Cságoly Ferenccel)
- 1995.	Református gyülekezeti ház, Budapest IV. Mády L. utca
- 1998.	Tanoss-ház, Biatorbágy
- 1998.	Bejárati épület, Budapest XIII. Szent István-park
- 2002.	Nyitrai-ház, Budapest II. Feketerigó utca (Tótpál Judittal)
- 2003.	Science Park irodaház, Budapest XI. Irinyi J. utca (Cságoly Ferenccel)
- 2005.	VOC irodaház – Budapest, Budapest II. Kapás utca (Pálfy Sándorral)
- 2006.	LC irodaház (CIB Bank), Budapest II. Fényes E. utca (Cságoly Ferenccel)
- 2008.	Onyx irodaház, Budapest XI. Budafoki út (Szabó Leventével - építés alatt)
- 2011. Mobilis interaktív kiállítási központ, Győr (Görbicz Mátéval, Kund Ivánnal és Szabó Dáviddal)

## Saját publikációk
- Nagy Iván: Piliscsabai családi ház (Családi ház: Mikó László). Építészfórum.hu, 2000. 12. 04.

- Nagy Iván: Nyitrai-ház, Adyliget (Nagy Iván, Tótpál Judit). Építészfórum.hu, 2003. 06. 06.

- Nagy Iván, Pekka Helin, Markus Kaasik: Žvilgnis į save. Lietuvos architektūra 2005-2007 / „Introspection” Lithuanian Architectura 2005-2007 (angol és litván nyelven) ISBN 978-9955-9642-1-6

## Szakirodalom
- Szentpéteri Márton: Eredeti idézetegyüttes (Science Park I. ütem: Nagy Iván, Cságoly Ferenc). In: OCTOGON, 2002/4

- Jankovich Valéria: Skanska irodaház I. ütem (Science Park I. ütem: Nagy Iván, Cságoly Ferenc). In: Új Építész Műhely, 2002

- Kapy Jenő: Egy kis módszertan (Science Park I. ütem: Nagy Iván, Cságoly Ferenc). In: Alaprajz, 2002. szeptember

- Szász Katalin: Nem hétköznapi eset – Irodaház a Kapás utcában (VOC irodaház: Nagy Iván, Pálfy Sándor). In: OCTOGON 2005/2

- Szabó Levente: Fugere - A Víziváros Office Center Irodaházról (VOC irodaház: Nagy Iván, Pálfy Sándor). In: Alaprajz, 2005/12

- Hegyi Nóra: Üvegzebra - A CIB Bank irodaháza a Petrezselyem utcában. CIB Bank (LC irodaház): Nagy Iván, Cságoly Ferenc. In: Atrium, 2006/2

- Dévényi Tamás: Szőke sarok - Light Corner Irodaház, Buda. CIB Bank (LC irodaház): Nagy Iván, Cságoly Ferenc. In: Alaprajz, 2006/5

- Haba Péter: Magasabb szinten - Light Corner Irodaházról. CIB Bank (LC irodaház): Nagy Iván, Cságoly Ferenc. In: Budapest, 2006/6. [halott link]

- Haba Péter: Új irodaház épül Dél-Budán, a Dunánál (magyar nyelven) (html). epiteszforum.hu, 2008. július 29. (Hozzáférés: 2012. október 7.)[halott link] (Onyx irodaház: Nagy Iván, Szabó Levente)

- Kovács Dániel: Győri maximum (magyar nyelven) (html). hg.hu, 2012. január 1. [2012. október 2-i dátummal az eredetiből archiválva]. (Hozzáférés: 2012. október 7.) (Mobilis interaktív kiállítási központ: Nagy Iván, Görbicz Máté, Kund Iván, Szabó Dávid)

- Nyitrai-ház, Nagy Iván, Tótpál Judit. In: MÉK Építész Évkönyv 2002. március. 69. o.

- Science Park I. ütem: Nagy Iván, Cságoly Ferenc. In: MÉK Építész Évkönyv 2003. április. 47. o.

- Science Park: Nagy Iván, Cságoly Ferenc. In: Bojár Iván András (szerk.): Közben. A magyar építészet 15 éve a rendszerváltástól az EU-ba lépésig, 1989-2004. A Műcsarnokban rendezett kiállításhoz kapcsolódó kiadvány. OCTOGON Könyvek, Budapest, 2004. 114. oldal

- VOC irodaház: Nagy Iván, Pálfy Sándor. In: MÉK Építész Évkönyv 2004. május. 38-39. o.

- Science Park: Nagy Iván, Cságoly Ferenc. In: Budapest Építészeti Nívódíja 1995-2005. Budapest Főváros Főpolgármesteri Hivatal kiadványa, 2006. 106-107. o.

- VOC irodaház: Nagy Iván, Pálfy Sándor Budapest. In: Budapest Modern. Andron Könyv Kft. 2011. (angol nyelven) ISBN 978-963-08-2290-9

- CIB Bank (LC irodaház): Nagy Iván, Cságoly Ferenc. In: Budapest Modern. Andron Könyv Kft. 2011. (angol nyelven) ISBN 978-963-08-2290-9

- VOC irodaház: Nagy Iván, Pálfy Sándor. In: Arhitectura (angol és román nyelven). Iule 2007nr. 56 p. 48-51

- Mobilis interaktív kiállítási központ: Nagy Iván, Görbicz Máté, Kund Iván, Szabó Dávid. In: ArchDaily, 2012. 01. 31. (angol nyelven)

- Mobilis interaktív kiállítási központ: Nagy Iván, Görbicz Máté, Kund Iván, Szabó Dávid. In: Octogon, 2012/2

- Mobilis interaktív kiállítási központ: Nagy Iván, Görbicz Máté, Kund Iván, Szabó Dávid. In: Alaprajz, 2012/2

- Klobusovszki Péter: Levitáció, avagy adalékok a lebegés természetrajzához (magyar nyelven) (html). epiteszforum.hu, 2012. július 23. (Hozzáférés: 2012. október 7.)[halott link] (Mobilis interaktív kiállítási központ: Nagy Iván, Görbicz Máté, Kund Iván, Szabó Dávid)